# Paloma Fabrykant
Paloma Fabrykant (7 de diciembre de 1981) es una periodista, escritora y creativa publicitaria radicada en Buenos Aires, Argentina.

## Primeros años
Paloma Fabrykant nació en Buenos Aires. Es hija de la escritora argentina Ana María Shua, de origen libanés y polaco, y del fotógrafo Silvio Fabrykant.
A sus 13 años, mientras asistía al Colegio Nacional de Buenos Aires, Paloma Fabrykant se acercó a las artes marciales y practicaba judo y aikido en dicha institución. Más tarde se dedicó al karate, disciplina en la que obtuvo el grado de cinturón negro primer dan. También pasó por la lucha olímpica, el jiujitsu y el MMA profesional.
A los quince años ideó, redactó y editó el fanzine La Elite Inteletual, una publicación de tono satírico para convenio interno del Colegio Nacional que constó de seis números con una tirada de quinientos ejemplares.

## Inicios en el periodismo
Tras finalizar el secundario, Fabrykant comenzó a trabajar en el diario Clarín escribiendo crónicas de temática juvenil para el Suplemento Sí. Más tarde, pasó a una columna regular en la Revista Viva, el suplemento dominical de dicho diario. De la opinión pasó a la investigación, especializándose en zonas hostiles y sectores marginales de la sociedad como barrios de emergencia y establecimientos penitenciarios.

A los dieciséis años, escribió su primer libro de poemas, titulado Las cosas que odio, y a los 19 publicó Como Ser Madre De Una Hija Adolescente, (Ed. Planeta, 2001).
También colaboró en las revistas Para Ti, Cinturón Negro Argentina,  THC, Metrópolis, Hombre, Noticias, La Mano y Rolling Stone y Cómo Estar Bien, entre otras, además de redactar publicidad para cuatro agencias y realizar distintas corresponsalías.
En televisión introdujo una modalidad para la producción de exteriores que consiste en una sola persona ejerciendo la función de camarógrafo, productor y cronista. Sus notas se emitieron en el programa GPS de A24
Formó parte del personal de Mauro La Pura Verdad de Mauro Viale en América TV, produjo Telefe y Canal 13
Actualmente se desempeña como guionista de Canal 9

## Periodismo de combate
Fabrykant fue jefa de prensa del kickboxer Jorge Acero Cali. Escribió sobre él en medios como Página 12 y Télam. 
En 2008, comenzó a desempeñarse como corresponsal en América Latina para UFC. Durante los siguientes años, Fabrykant recorrió Argentina y América Latina presenciando eventos y escribiendo para el sitio web sobre la evolución del deporte en la región. Cuando en 2010 el MMA llegó a la TV, Fabrykant se desempeñó como comentarista en Canal Space, en la Franquicia StrikeForce, en Fox Sports para UFC y en la señal local América para la empresa Arena Tour. En 2013 comentó "Combate Extremo" por Canal 13 y más tarde hizo lo propio con veladas de título mundial de boxeo por la pantalla de Crónica y CN23.
En 2015 publicó MMA, Artes Marciales Mixtas, por Ediciones B, un libro dónde explica todas las facetas del deporte y también narra su historia personal. Posteriormente participó como guionista y productora de contenidos en el reality show TUF Latinoamérica 3, principal medio para reclutar talentos latinos de UFC.

## Zonas hostiles
Pasado el boom del MMA, Fabrykant regresó a la producción audiovisual al estilo Crónicas extremas, recorriendo con una cámara los sectores más peligrosos de la Ciudad de Buenos Aires y el conurbano bonaerense. Durante varios años trabajó produciendo noticias policiales, lo que la llevó a cursar una especialización en "periodismo en zonas hostiles" en el Centro de Entrenamiento para Operaciones de Paz de la ONU.

## Carrera en artes marciales mixtas
Fabrykant comenzó su carrera de artes marciales mixtas en 2012 a los 30 años tras derrotar a Constanza Zoilo por ground and pound en el segundo asalto, en la ciudad de Gualeguaychú. Luego venció a Cintia Candela Faria por la misma vía y en el primer asalto en Salta. Su tercera pelea fue en Caleta Olivia; allí sometió por llave de brazo a la local Silvana Pereyra en el primer asalto. 
En su cuarta pelea, Fabrykant venció a la cordobesa Denise Boiffer con un matalón y luego de un dominio total en el piso. Tras esa racha de cuatro victorias consecutivas cayó ante Gloria Castillo en Castelar. La siguiente pelea sería la última: tuvo lugar en Tucumán y se rompió los dos metacarpianos de la mano derecha contra su rival, una dura peleadora cordobesa. Los jueces le dieron la derrota por decisión dividida y no volvió a subir a la jaula.

## Radio
En el año 2008, Fabrykant comenzó a trabajar en Radio Continental. Comenzó como guionista para el programa humorístico "El Crucero del humor" conducido por Adrián Stopelman, y luego pasó a la coconducción, en una mesa compartida con Julián Marini y Mónica Gazpio.

## Comunicación política
Fabrykant realizó varias campañas publicitarias, entre ellas la de Telerman para jefe de Gobierno de la Ciudad de Buenos Aires. Su rol fue siempre ligado a la redacción, especializándose en líneas de discurso, ideas-fuerza y planificación de actos de campaña, además de encargarse de la cartelería en vía pública, contenidos de plataforma, material de mano, junto con el coaching para entrevistas en televisión, y un trabajo integral sobre la imagen del candidato.

## Literatura
Si bien ya había publicado varias veces en género infantil o juvenil, Fabrykant dio sus primeros pasos en la literatura para adultos en 2023, cuando publicó los relatos "Zonas Hostiles" en revista Orsai, publicación a cargo de Hernán Casciari. El siguiente paso fue su primera novela: Diario de Rosario, publicada por la misma editorial

## Investigaciones
- 24 Horas en la Cárcel de mujeres, Revista Viva, Clarín, 2005: Investigación sobre la vida en la Unidad Penitenciaria número 31 de EZEIZA dónde las mujeres se alojan con sus hijos de hasta cuatro años. La realidad de los niños nacidos en cautiverio.
- La ley de la Ruta, Revista Viva, Clarín 2005: Crónica sobre la vida de los camioneros que transitan la ruta del Mercosur, uniendo comercialmente Brasil con Argentina. La realidad de la vida de los hombres que pasan meses fuera de su casa trasportando mercadería de un punto a otro, condicionados por paros, conflictos aduaneros y las inclemencias del clima.
- Blues de la selva madre", La Mano, 2006: Investigación sobre el negocio de la hoja de coca en Bolivia visto desde la perspectiva de los cocacoleros y también de Los Leopardo, que son un grupo táctico entrenado por la DEA para combatir el narcotráfico y las grandes mafias. También realizó una entrevista a los productores de la coca en La Paz, Bolivia, a principios de 2006 tras la asunción de Evo Morales.
- Montevideo, Uruguay (“Se viene el estallido”, Viva 2008).
- Tijuana, México (“Viaje a la capital del miedo”, Viva 2008)
- Las Vegas, USA ( “La ciudad de la furia” Viva 2008)
- Chiang Mai, Tailandia (“Los herederos de Tom Po”, Hombre 2007)
- Laos (“Tailandia Y Laos” Metropolis 2007)
- San pablo, Brasil (“La ley de la ruta” Viva 2005)
- Cuzco, Perú (“Por la senda del Chamán” Viva, 2004)

## Programas de TV
- Crónicas Extremas
- Arena Space
- GPS
- Policias en acción
- Knok Out 9
- Bendita TV

## Libros y publicaciones
- Las cosas que Odio (en colaboración con Ana María Shua), Alfaguara, 1999
- Como ser madre de una hija adolescente, escrito por una hija adolescente, Planeta, 2001
- Poesía para chicos (antología, en colaboración con otros autores), 2004
- Puerto Manual Artesanal 6 (colaboración), Puerto de Palos, 2004
- Mauro y Emilia 2 (colaboración), Puerto de Palos, 2005
- Amigos de verdad, Quirquincho veloz, Mora la mara, Guanaquito Blanco en colaboración con Ana María Shua, Guadal, 2005
- Quinquela Martín (Biografía), Atahualpa Yupanqui (Biografía), Alfaguara, 2006
- El impulso nocturno (colaboración), Grupo literario Alejandría, 2007
- Nunca me gustó viajar (colaboración), Crecer Creando, 2009
- Brenna enfrenta la vida, Longseller, 2013
- MMA, Artes Marciales Mixtas, Ediciones B, 2015
- Germen, Ed. Alto Pogo, 2016
- Coloreta pierde un huevo, Ed. Uranito, 2017
- Las cosas que quiero, Ed. Alfaguara, 2018
- Diario de Rosario, Orsai, 2024, Planeta 2025